# Atrichopogon vepres
Atrichopogon vepres är en tvåvingeart som beskrevs av Debenham 1973. Atrichopogon vepres ingår i släktet Atrichopogon och familjen svidknott. Inga underarter finns listade i Catalogue of Life.